# Okręg wyborczy Newham South
Okręg wyborczy Newham South powstał w 1974 r. i wysyłał do brytyjskiej Izby Gmin jednego deputowanego. Okręg obejmował południową część London Borough of Newham. Został zlikwidowany w 1997 r.

## Deputowani do brytyjskiej Izby Gmin z okręgu Newham South
- 1974–1974: Elwyn Jones, Partia Pracy
- 1974–1997: Nigel Spearing, Partia Pracy